# Hans-Joachim Schoeps
Hans-Joachim Schoeps (Berlino, 30 gennaio 1909 – Erlangen, 8 luglio 1980) è stato uno storico e filosofo tedesco delle religioni.
Fu professore ordinario e titolare della cattedra di Storia della religione e dello spirito all'Università di Erlangen.

## Biografia

### Famiglia ed educazione
Il padre di Hans-Joachim Schoeps, Julius Schoeps, si era stabilito a Berlino come medico generico. Sua madre Käthe, nata Frank (1886–1944), era originaria del Brandeburgo. Dal matrimonio che, durante l'esilio svedese, il noto bisessuale Hans-Joachim Schoeps contrasse con Dorothee Busch (1915–1996), discendente della famiglia Mendelssohn-Bartholdy, nacquero due figli: Julius Hans Schoeps e Manfred Schoeps. Hans-Joachim Schoeps aveva un fratello minore. Entrambi furono educati in uno spirito decisamente prussiano, un atteggiamento che avrebbe approfondito e difeso nel corso della sua vita.

### La scoperta di Kafka
Alla fine degli anni Venti Schoeps scoprì la figura spirituale di Franz Kafka attraverso un saggio di Max Brod, suo esecutore testamentario, apparso sulla rivista luterana "Christliche Welt" (Mondo cristiano). Insieme a Brod contribuì alla pubblicazione della prima edizione tedesca degli inediti nel 1931 presso la Kiepenheuer Verlag di Berlino ("Beim Baum der chinesischen Mauer"). Schoeps, che dedicò a Kafka alcuni saggi e abbozzò una tesi di laurea mai discussa di teologia dialettica, ruppe con Brod poco tempo dopo per divergenze sul significato del sionismo. L'ascesa del nazionalsocialismo rese impossibile la pubblicazione della seconda edizione degli inediti.

### Formazione accademica
Schoeps studiò filosofia della religione, scienze storiche e letterarie all'Università di Berlino, Marburgo, Heidelberg e Lipsia. Durante il periodo universitario entrò a far parte del movimento giovanile confederato, dove conobbe fra gli altri Hans Blüher. Nel 1932 si laureò all'Università di Lipsia con una tesi sulla storia della filosofia della religione ebraica in età contemporanea sotto la guida di Joachim Wach.

### Attività politica giovanile
Schoeps si sentiva legato sin dagli anni Venti alle idee e agli obiettivi della Rivoluzione conservatrice e, in particolare, del socialismo prussiano. Fra i suoi ideologi e sostenitori ricordiamo: Hans Blüher, Wolfgang Frommel, Stefan George, Ernst Rudolf Huber, Ernst Jünger, Jochen Klepper, Arthur Moeller van den Bruck, Ernst Niekisch, Otto Petras, Georg Quabbe, Carl Schmitt, Oswald Spengler, Wilhelm Stapel, Otto Strasser e Hans Zehrer. L'esperienza nei movimenti giovanili, però, fu forse quella più importante perché gli permise di coniugare la sua inquietudine spirituale con le sue esigenze omoerotiche.

### Attività politica sotto il nazionalsocialismo
Nel 1933 Schoeps fondò Der deutsche Vortrupp. Gefolgschaft deutscher Juden (L'Avanguardia tedesca. Seguito degli ebrei tedeschi), un gruppo politico militante che sostenne un atteggiamento collaborativo con il nazionalsocialismo e tentò di integrarvi gli ebrei di sentimenti nazionalisti, fino al 1935 (anno del suo scioglimento). Schoeps perorò un'accelerazione della separazione necessaria fra ebrei tedeschi e non tedeschi, così come l'inclusione di tutti gli ebrei coscienziosamente tedeschi sotto una guida autoritaria unitaria eludendo possibilmente le vecchie strutture organizzative. Il giovane teologo ebreo si scagliò contro tutti gli ebrei che avevano abbandonato la loro religione ovvero l'avevano trasformata in un vago sentimento umanitario (i liberali) o in una ideologia immanentistica e ateistica (marxisti, psicanalisti e sionisti). L'ebreo doveva tornare ad avere la fede nel patto abramitico al di là di ogni rispetto più o meno sentito della Legge storica.

### Vita sotto il Terzo Reich ed esilio
Nel 1933 Schoeps sostenne l'esame di Stato per l'insegnamento di tedesco, storia e filosofia negli istituti superiori, ma non fu ammesso al praticantato in quanto ebreo.
I suoi continui tentativi di guadagnarsi da vivere sotto il nazionalsocialismo (come docente privato, editore e conferenziere nei circoli nazionalisti) non ebbero successo. Il giornale "Pariser Tageblatt", edito nell'esilio francese da antinazisti tedeschi, lo bollò il 29 giugno 1936 come "un fedele hitleriano". A causa dei suoi contatti con Ernst Niekisch e Otto Strasser, l'ala sinistra del nazionalsocialismo, Schoeps fu posto sotto stretta osservazione dalla Gestapo. Con l'aiuto del diplomatico Werner Otto von Hentig, riuscì a volare in Svezia la vigilia di Natale del 1938. I suoi genitori restarono in Germania. Il padre morì nel ghetto di Theresienstadt, mentre la madre fu uccisa nel lager di Auschwitz-Birkenau.

### Rientro in Germania dopo la Seconda guerra mondiale
Nell'esilio svedese Schoeps, di tendenze antidemocratiche e nazional-tedesche, rimase uno studioso isolato. Tentò a vario titolo di fondare un fronte tedesco conservatore antinazista. Trasferitosi nei pressi di Stoccolma, condusse studi in prevalenza dedicati alla storia del filosemitismo in età moderna. Nell'autunno del 1946 decise di rientrare in Germania. Nel febbraio del 1947 ottenne l'abilitazione all'insegnamento universitario all'Università di Marburgo grazie alle sue pubblicazioni e ai suoi manoscritti inediti. Il tema della sua lezione frontale fu la storia del nichilismo. Da allora ha sempre insegnato all'Università di Erlangen, in Baviera, prima come docente, poi come professore associato, infine come professore straordinario della cattedra creata "ad personam" di Storia della religione e dello spirito, dopo aver rivendicato per vie legali il suo straordinariato.
Nel 1950 Schoeps divenne professore ordinario e direttore del Seminario di storia della religione e dello spirito all'Università di Erlangen. Fra i suoi allievi segnaliamo Hellmut Diwald, Robert Hepp, Werner Maser, Günther Deschner, Sven Thomas Frank e Hans-Dietrich Sander. Nel 1948 fondò la "Zeitschrift für Religions- und Geistesgeschichte" (Rivista di storia della religione e dello spirito). Dieci anni dopo fu la volta della Società di storia dello religione e dello spirito, da lui presieduta. Schoeps fu autore di numerosi studi scientifici sulla storia della religione e sulla filosofia della religione dell'ebraismo. Si occupò anche di storia della Prussia, in particolare di quella corrente politica sotterranea cattolica (universalista, socialista).

### Attività politica legittimista
Schoeps era convintamente monarchico e membro onorario dell'Associazione Tradition und Leben (Tradizione e vita). Nel 1951 sostenne la restaurazione del Regno di Prussia e fondò con alcuni membri del Bundestag il Volksbund für die Monarchie (Alleanza popolare monarchica), che fallì a seguito della pubblicazione di un resoconto sul settimanale "Der Spiegel". Ancora all'inizio degli anni Sessanta scrisse che "gran parte di quello che ha scritto Oswald Spengler nella conclusione emozionante del suo libro sul socialismo prussiano è ancora valido.
Al Congresso del Kösener Senioren-Convents-Verband del 1965 a Würzburg Schoeps tenne un discorso celebrativo su Otto Bismarck, fondatore del Secondo Reich. Fu membro della Deutschland-Stiftung. Nel 1969 fu cofondatore dell'Assemblea conservatrice e collaboratore della rivista "Konservativ Heute". All'inizio degli anni Settanta Schoeps fu attivo anche nel cosiddetto Zollernkreis. Schoeps fu anche consigliere della Stiftung Preußischer Kulturbesitz. Fu relatore dottorale del principe ereditario Federico Guglielmo di Prussia, la cui promozione accademica fu ritirata dopo la scoperta di una vasta opera di plagio nel 1971.

### Soppressione della cattedra
La cattedra di Schoeps di Storia della religione e dello spirito, creata come atto di riparazione bellica, fu soppressa dopo la sua morte e trasformata in una cattedra concordataria.

### Sepoltura
Schoeps fu sepolto nel nuovo cimitero israelitico di Norimberga.

## Onorificenze
- 1969: Premio Konrad Adenauer della Deutschland-Stiftung für Wissenschaft.
- 1970: Ordine al merito bavarese.
- 1972: Medaglia d'oro Freiherr-vom-Stein della Alfred Toepfer Stiftung F.V.S.

## Opere
- Franz Kafka, Beim Bau der chinesischen Mauer, a cura di Max Brod e Hans-Joachim Schoeps, 1931.
- Jüdischer Glaube in dieser Zeit. Prolegomena zur Grundlegung einer systematischen Theologie des Judentums, 1932.
- (con Hans Blüher) Streit um Israel. Eine jüdisch-christliches Gespräch, 1933.
- Wir deutschen Juden, 1933.
- Geschichte der jüdischen Religionsphilosophie in der Neuzeit, 1935.
- Gestalten an der Zeitenwende. Burckhardt, Nietzsche, Kafka, 1936
- Jüdisch-christliches Religionsgespräch in neunzehn Jahrhunderten, 1937.
- Die grossen Religionsstifter und ihre Lehren, 1950.
- Vorläufer Spenglers, 1953.
- Das andere Preussen, 1952.
- Die letzten 30 Jahre. Rückblicke, 1956 (Memorie).
- Was ist und was will die Geistesgeschichte? Theorie und Praxis der Zeitgeistforschung, 1959.
- Religionen. Wesen und Geschichte, Bertelsmann, 1961.
- Das war Preussen (edizione italiana Questa fu la Prussia. Roma: Volpe, 1965).
- Das Judenchristentum, 1964.
- Preussen. Geschichte eines Staates, Francoforte sul Meno, Berlino 1965.
- Ungeflügelte Worte. Was nicht im Büchmann stehen kann, Berlino 1971.
- Deutschland droht die Anarchie. Von Hase und Koehler, Magonza 1972.
- Abschied von Deutschland. Von Hase und Koehler, Magonza 1973.
- Ja, Nein, und trotzdem: Erinnerungen, Erfahrungen und Begegnungen. Von Hase und Koehler, Magonza 1974.
- Auf der Suche nach einer jüdischen Theologie: Der Briefwechsel zwischen Schalom Ben-Chorin und Hans-Joachim Schoeps, a cura di Julius H. Schoeps, Francoforte sul Meno 1989.
- Der vergessene Gott. Franz Kafka und die tragische Position des modernen Juden, a cura di Andreas Krause Landt, Berlino 2006.
- Epifanie della legge. Franz Kafka e la tragedia dell'ebreo moderno, a cura di Vincenzo Pinto. Torino 2014.

## Opere complete
- Gesammelte Schriften, a cura del Moses Mendelssohn Zentrum für europäisch-jüdische Studien in collaborazione con Manfred P. Fleischer, Hans-Joachim Hillerbrand, Friedrich Wilhelm Kantzenbach, Joachim H. Knoll e Gary Lease; redazione di Julius H. Schoeps. Hildesheim u.a., Olms Verlag, 1990-2005.

### Prima sezione: Storia della religione
- Volume 1: Jüdischer Glaube in dieser Zeit. Prolegomena zur Grundlegung einer systematischen Theologie des Judentums [Dissertation, 1932], Berlino: Philo-Verlag, 1932; Geschichte der jüdischen Religionsphilosophie in der Neuzeit. Berlino: Vortrupp-Verlag Schoeps, 1935; Jüdisch-christliches Religionsgespräch in neunzehn Jahrhunderten. Die Geschichte einer theologischen Auseinandersetzung. Francoforte sul Meno: Atharva-Verlag, 1949; con un'introduzione di Hans-Joachim Schoeps come storico della religione da parte di Friedrich Wilhelm Kantzenbach, Hildesheim u.a. 1990.
- Volume 2: Theologie und Geschichte des Judenchristentums [1949], Hildesheim u.a. 1998.
- Volume 3: Aus frühchristlicher Zeit [1950], Philosemitismus im Barock [1952], Symmachusstudien [1942], Hildesheim u.a. 1998.
- Volume 4: Urgemeinde, Judenchristentum, Gnosis [1956], Paulus. Die Theologie des Apostels im Lichte der jüdischen Religionsgeschichte [1959], Hildesheim u.a. 1999.
- Volume 5: Vom himmlischen Fleisch Christi [1951], Das Judenchristentum [1964], Gottheit und Menschheit [1982], Hildesheim u.a. 2005.

### Seconda sezione: Storia dello spirito
- Volume 6: Das war Christian-Erlang [seconda edizione ampliata 1970], Vorläufer Spenglers [1953; seconda edizione ampliata 1955], Was ist und was will die Geistesgeschichte [seconda edizione 1970], Hildesheim u.a. 2000.
- Volume 7: Was ist der Mensch? Philosophische Anthropologie als Geistesgeschichte der neuesten Zeit [1960], Hildesheim u.a. 1999.
- Volume 8: Studien zur unbekannten Religions- und Geistesgeschichte [1963], Hildesheim u.a. 2005
- Volume 9: Ein weites Feld. Gesammelte Aufsätze [1980], Hildesheim u.a. 2005.

### Terza sezione: Prussia - Germania
- Volume 10: Unbewältigte Geschichte. Stationen deutschen Schicksals seit 1763. Mit einer Einleitung von Manfred P. Fleischer [1964], Hildesheim u.a. 2001.
- Volume 11: Preußen. Geschichte eines Staates [ottava edizione 1968], Hildesheim u.a. 2001.
- Volume 12: Der Weg ins deutsche Kaiserreich [1970], Hildesheim u.a. 2001.
- Volume 13: Bismarck über Zeitgenossen – Zeitgenossen über Bismarck [1972], Hildesheim u.a. 2001.
- Volume 14: Das andere Preußen. Konservative Gestalten und Probleme im Zeitalter Friedrich Wilhelm IV. [quinta edizione rivista 1981], Hildesheim u.a. 2001.

### Quarta sezione: Scritti vari
- Volume 15: Rückblicke. Die letzten dreißig Jahre (1925–1955) und danach [seconda edizione 1963]; Ja – Nein – und trotzdem. Erinnerungen – Begegnungen – Erfahrungen [1974], Hildesheim u.a. 2005.
- Volume 16: Ungeflügelte Worte. Was nicht im Büchmann stehen kann. 3. Aufl., Hildesheim u.a. 2005.